# Água Rosada
La Casa de Água Rosada, fue fundada en el siglo XVII, años 1669/70 y fue la última casa gobernante del Reino del Congo durante los siglos XIX y XX. También fue una de las principales facciones durante la Guerra Civil de Congo junto con los kandas Mpanzu, Nlaza y Kinkanga a Mvika. Sus fundadores fueron Garcia III (1gobernante), Álvaro X y Pedro IV. Su último gobernante fue Manuel III del Congo que gobernó entre 1911 y 1914.

## Etimología
"Água Rosada" es un nombre portugués referido al río Congo .

## Orígenes
La Casa de Água Rosada fue establecida por los tres hijos del Rey Sebastião I del Congo, quien era miembro de la Casa de Kinlaza  y su cónyuge era miembro de la Casa de Kimpanzu, lo que significa que la Casa nació con la unión de partes de las Casas de Kinzala y Kimpanzu. En última instancia, esto significaba que tenían el mismo origen que los demás y, por lo tanto, la legitimidad para reinar.
Los tres hermanos tenían inicialmente su sede en la fortaleza de montaña de Kibangu. Durante la Guerra Civil, todas las partes reclamaron la realeza sobre el Reino del Congo (o lo que quedaba de él), pero su poder rara vez se extendió fuera de sus fortalezas o las áreas circundantes inmediatas.
La Casa llegó a predominar cuando Pedro IV del Congo reunificó el reino en 1709, poniendo fin a 44 años de Guerra Civil. Más tarde declaró una doctrina de poder compartido por la cual el trono cambiaría (a su debido tiempo) de Kinlaza al Kimpanzu y viceversa, mientras que la Casa Água Rosada parece haber continuado como neutral en la fortaleza de Kibangu de Pedro IV.
A la Casa de Água Rosada pertenecieron 8 manicongos (gobernantes) entre ellos los últimos 5.